# Thomas Blimlinger

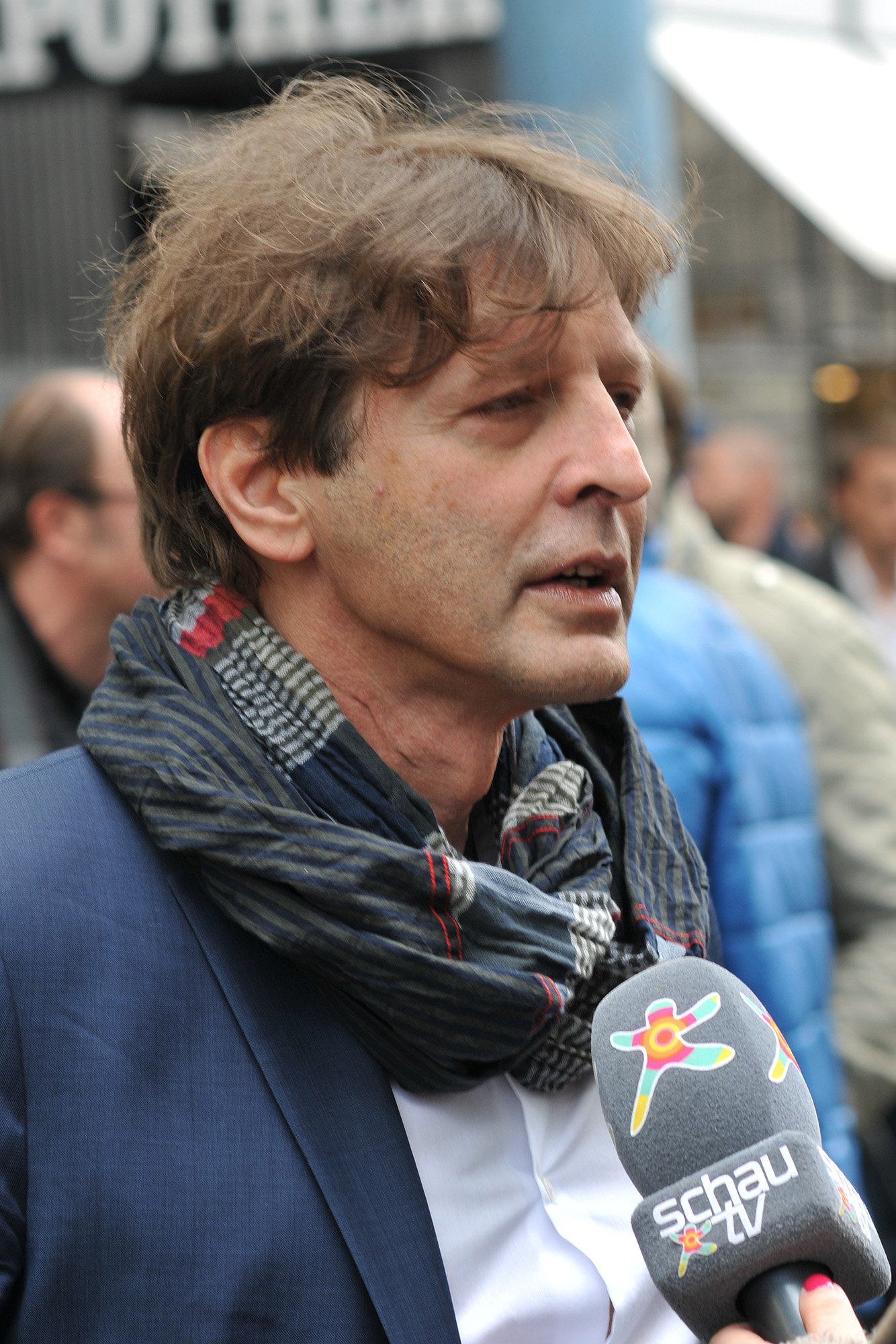
Thomas Blimlinger 2014

Thomas Blimlinger (* 9. Jänner 1957 in Wien) ist ein österreichischer Politiker. Von 2001 bis 2017 war er Bezirksvorsteher des 7. Wiener Gemeindebezirks, Neubau.

## Politischer Werdegang
Blimlinger besuchte das GRG7 Kandlgasse und studierte Wirtschaftswissenschaften an der Universität Wien. Als gebürtiger Neubauer begann Blimlinger 1986 seine politische Karriere bei den Neubauer Grünen. 1991 wurde er Bezirksrat, 1996 auch Grüner Klubobmann in Neubau. Daneben wirkte er von 1992 bis 1998 als Bundesfinanzreferent der Grünen und war Mitglied des Bundesvorstandes.
Bei den Bezirksvertretungswahlen 2001 erreichten die Neubauer Grünen mit Blimlinger als Spitzenkandidaten erstmals in einem Wiener Bezirk mit 32,55 Prozent der abgegebenen Stimmen die relative Mehrheit. Damit wurde Blimlinger zum ersten von den Wiener Grünen gestellten Bezirksvorsteher Wiens. Aufgrund von Unvereinbarkeitsbestimmungen musste er seine bis dahin betriebene Tabaktrafik aufgeben und verlor die Trafikkonzession.
Die Neubauer Grünen konnten bei der Bezirksvertretungswahl am 23. Oktober 2005 mit Blimlinger als Spitzenkandidat die Führungsposition im Bezirk ausbauen. Die Neubauer Grünen verzeichneten einen Stimmenzuwachs um 10,7 Prozentpunkte und erreichten insgesamt 43,26 % der Stimmen.
Bei der Bezirksvertretungswahl am 10. Oktober 2010 erreichten die Neubauer Grünen wiederum mit Blimlinger als Spitzenkandidat einen neuerlichen Zuwachs auf derzeit 45,44 % der Stimmen.
Im September 2017 gab er seinen Rücktritt als Bezirksvorsteher von Neubau bekannt. Nachfolger wurde Markus Reiter, die offizielle Übergabe erfolgte im Rahmen einer Bezirksvertretungssitzung am 30. November 2017.

## Familie
Blimlinger, seine Schwestern Eva Blimlinger und Marianne Afifi sind Enkelkinder des parteilosen Nachkriegs-Justizministers und Sportfunktionärs Josef Gerö.

## Sport
Blimlinger war während seiner Studentenzeit Landhockeyspieler, in der Österreichischen Nationalmannschaft wurde er als Stürmer eingesetzt.

## Auszeichnungen
- 2020: Goldenes Ehrenzeichen für Verdienste um das Land Wien[4]